# Paramonohystera megacephala
Paramonohystera megacephala är en rundmaskart som först beskrevs av Steiner 1916.  Paramonohystera megacephala ingår i släktet Paramonohystera och familjen Monhysteridae. Inga underarter finns listade i Catalogue of Life.